# Enneapterygius atriceps
Enneapterygius atriceps es una especie de pez de la familia Tripterygiidae en el orden de los Perciformes.

## Morfología
• Los machos pueden llegar alcanzar los 2,6 cm de longitud total.

## Hábitat
Es un pez de mar de clima tropical y asociado a los  arrecifes de coral que vive entre 1-23 m de profundidad.

## Distribución geográfica
Se encuentra en las Hawái y en Midway.